# Pankot ne e mrtov
Pankot ne e mrtov é um filme de drama macedônico de 2011 dirigido e escrito por Vladimir Blazevski. Foi selecionado como representante da atual Macedônia do Norte à edição do Oscar 2012, organizada pela Academia de Artes e Ciências Cinematográficas.

## Elenco
- Jordanco Cevrevski
- Flora Dostovska - Mimi
- Kiril Pop Hristov - Pasha
- Viktor Lazarevski - Slovenec
- Jovica Mihajlovski - Guru
- Toni Mihajlovski - Ljak
- Emir Redzepi - Sali